# April 2015
Dit artikel geeft een chronologisch overzicht van de belangrijkste gebeurtenissen per dag van de maand april in het jaar 2015.

## Gebeurtenissen

### 1 april
- Na dertig jaar komt er een einde aan het Europese melkquotum.
- Palestina wordt officieel lid van het Internationaal Strafhof.
- Het militair ingrijpen van de internationale anti-Houthi-coalitie onder aanvoering van Saoedi-Arabië in Jemen kost volgens de Verenigde Naties in zes dagen tijd aan zeker 92 burgers het leven, onder wie 63 kinderen.
- Bij een bombardement op een zuivelfabriek in de Jemenitische havenstad Hodeida komen 23 medewerkers om het leven.
- De lentestorm die een dag geleden over West- en Midden-Europa trok eist aan zeker elf mensen het leven.
- Het Iraakse regeringsleger bevrijdt samen met sjiitische milities en soenitische stammen de Iraakse stad Tikrit van terreurgroep IS.
- Leden van diezelfde terreurgroep vallen een Palestijns vluchtelingenkamp in de Syrische hoofdstad Damascus binnen.
- Bij een aanval door jihadisten van datzelfde IS op een dorp in de Syrische provincie Hama komen 45 mensen om het leven onder wie ook vrouwen en baby's.

### 2 april
- Gewapende mannen vallen een universiteit in de Keniaanse stad Garissa binnen en gijzelen christelijke studenten en universiteitsmedewerkers. Hierbij komen zeker 148 mensen om het leven. De Somalische terreurgroep al-Shabaab eist de aanslag en gijzeling op.
- Iran, de Verenigde Staten, het Verenigd Koninkrijk, Frankrijk, Rusland, China, Duitsland en de Europese Unie bereiken in Lausanne een raamakkoord over het nucleair programma van Iran. Eind juni 2015 zou er een definitief akkoord moeten komen.
- Bij een ongeluk met een vissersboot in de Ochotskzee verdrinken zeker 56 opvarenden.
- De Houthi-rebellen nemen het presidentieel paleis in de Jemenitische stad Aden in.
- De Italiaanse senaat neemt een nieuwe anti-corruptiewet aan.
- Leden van terreurgroep Al Qaida vallen een gevangenis in het zuiden van Jemen aan en bevrijden minstens 270 gedetineerden.
- De Belgische politicus Steve Stevaert wordt dood aangetroffen in het Albertkanaal.

### 3 april
- Astronomen nemen met behulp van twee radiotelescopen het geboorteproces van een superzware ster voor het eerst waar. De ster heet W75N(B)-VLA2 en bevindt zich op 4.250 lichtjaren van de Aarde.
- Bij een pluimveebedrijf in de plaats Milheeze in de Nederlandse provincie Noord-Brabant breekt vogelgriep uit. Het gaat hierbij om de laagpathogene H5-variant van de vogelziekte.

### 4 april
- Er vindt een totale maansverduistering plaats. De eclips is zichtbaar in het oostelijke deel van Noord-Amerika en delen van Azië en Oceanië.
- De Veiligheidsraad van de Verenigde Naties komt op verzoek van Rusland bijeen om te spreken over het humanitaire voorstel van dat land om de luchtaanvallen op Jemen tijdelijk stil te leggen.
- Bij een raketaanval door de internationale coalitie onder leiding van Saoedi-Arabië op een woonwijk in de Jemenitische hoofdstad Sanaa komen zeker tien burgers om het leven.
- Strijders van Al Qaida veroveren de Jemenitische stad Al Mukalla en de nabijgelegen militaire basis.
- De Houthi-rebellen bestormen een gevangenis in de Jemenitische stad Al Dhale en bevrijden honderden gedetineerden.

### 5 april
- De Noorse wielrenner Alexander Kristoff wint de Ronde Van Vlaanderen. Hij verslaat de Nederlander Niki Terpstra in de sprint. De Belg Greg Van Avermaet is derde.
- Bij een luchtaanval van de Syrische strijdkrachten op een Palestijns vluchtelingenkamp in de Syrische hoofdstad Damascus komen minstens dertien mensen om het leven.
- Bij twee explosies in Oost-Oekraïne komen minstens zes Oekraïense soldaten om het leven.
- De Houthi-rebellen nemen de controle over de Jemenitische regeringszetel in de stad Aden.

### 6 april
- De Keniaanse strijdkrachten voeren bombardementen op twee kampen van terreurgroep al-Shabaab in Somalië uit.
- De Syrische tak van Al Qaida, Jabhat al-Nusra, ontvoert driehonderd Koerden in de stad Idlib.
- De Indiase premier Narendra Modi lanceert een luchtkwaliteitsindex.

### 7 april
- Bij gevechten tussen Houthi-rebellen en strijdkrachten die loyaal zijn aan president Abd Rabbuh Mansur Al-Hadi in het zuiden van Jemen komen minstens 140 mensen om het leven.
- Iraakse forensische teams beginnen in de stad Tikrit met het opgraven van twaalf massagraven met slachtoffers van terreurgroep IS. De slachtoffers zijn voor het merendeel Iraakse sjiitische soldaten.
- Onderzoekers meten aan de Canadese kust sporen van radioactief materiaal afkomstig uit de kernreactoren van Fukushima.
- Bij een bombardement door de internationale coalitie onder leiding van Saoedi-Arabië op een school in Jemen komen minstens drie studenten om het leven.
- Vijftien Mexicaanse politieagenten komen om in een hinderlaag van een drugsbende nabij de stad Guadalajara in de staat Jalisco.

### 8 april
- Iran besluit twee oorlogsschepen naar de Golf van Aden te sturen. De Verenigde Staten maken bekend wapens te zullen leveren aan de coalitie onder leiding van Saoedi-Arabië.
- Terreurbeweging Islamitische Staat laat ruim 200 Jezidi's vrij in Noord-Irak. Het gaat om ouderen en gehandicapten.
- De terreurgroep Islamitische Staat executeert in de Iraakse stad Al-Qa'im 300 gevangenen onder wie politieagenten en burgers.

### 9 april
- Bij een ongeluk met een nachtbus in Bangladesh komen 24 mensen om het leven.
- Bij een schietpartij in een rechtbank in het Italiaanse Milaan vallen drie doden, onder wie een rechter.
- De Houthi-rebellen veroveren de Jemenitische stad Atak en de nabijgelegen olievelden.
- Een bombardement door de internationale coalitie onder leiding van Saoedi-Arabië raakt het Jemenitische Ministerie van Defensie.

### 10 april
- Bij een botsing tussen een bus en een vrachtwagen in het zuiden van Marokko vallen meer dan dertig doden, onder wie veertien jonge atleten.
- De Scandinavische landen Denemarken, Finland, IJsland, Noorwegen en Zweden gaan op militair gebied samenwerken om sterker te staan tegenover Rusland.
- Zeventig jaar na de bevrijding van Europa ontdekken Nederlandse onderzoekers in het voormalige Duitse concentratiekamp Bergen-Belsen een nieuw massagraf.
- Het eerste vliegtuig van het Rode Kruis met aan boord zestien ton aan medische hulpgoederen landt op de luchthaven van Sanaa.
- Een schip met aan boord ongeveer 50 migranten raakt een rif en zinkt voor de noordkust van Haïti. Hierbij komen 21 mensen om het leven.

### 11 april
- De Oekraïense autoriteiten beginnen met de ontmanteling van de kerncentrale Tsjernobyl.
- Een gewapende bende doodt 20 bouwvakkers in het zuidwesten van Pakistan.
- De Italiaanse kustwacht redt duizend bootvluchtelingen voor de kust van Libië.
- Een rechtbank in Egypte veroordeelt Mohammed Badie, de leider van de Moslimbroederschap, tot de doodstraf.

### 12 april
- De Ethiopische langeafstandsloper Abera Kuma is met 2:06.47 de snelste in de 35e editie van de marathon van Rotterdam. Bij de vrouwen zegeviert de Japanse Asami Kato in een tijd van 2:26.30.
- De Duitse wielrenner John Degenkolb van Giant-Alpecin wint de wielerklassieker Parijs-Roubaix, gevolgd door de Tsjech Zdeněk Štybar en de Belg Greg Van Avermaet. De Nederlander Lars Boom wordt vierde.
- Bij een explosie in een transformatorhuisje in de Universiteit van Nairobi komt één persoon om het leven en raken meer dan 140 gewonden.
- De Amerikaanse politica Hillary Clinton stelt zich officieel kandidaat voor de presidentsverkiezingen van 2016.
- Bij twee bomaanslagen in het noordoosten van Egypte komen acht politieagenten en zes militairen om het leven. Een jihadistische groepering die banden heeft met IS eist de aanslagen op.

### 13 april
- Bij grote natuurbranden in het zuiden van Siberië komen zeker 23 mensen om het leven.

### 14 april
- Bij twee bomaanslagen in en rond de Iraakse hoofdstad Bagdad komen zeker elf mensen om het leven.
- Bij een bootongeval op de Middellandse Zee verdrinken ongeveer 400 bootvluchtelingen.
- De VN-Veiligheidsraad verbiedt via een resolutie wapenleveringen in Jemen aan de Houthi-rebellen en aan de aanhangers van ex-president Ali Abdullah Saleh. De raad roept de Houthi's op om het hele veroverde grondgebied over te dragen aan de Jemenitische regering. De gevechten bij de havenstad Aden gaan ondertussen verder.

### 15 april
- De Europese Commissie begint een mededingingszaak tegen het Amerikaanse mediabedrijf Google en start een onderzoek naar het door hen op de markt gebrachte besturingssysteem Android.
- De Servische tennisser Novak Đoković wint de Laureus World Sports Award voor Sportman van het Jaar.
- Het Europees Parlement herdenkt de Armeense Genocide van 100 jaar eerder.

### 16 april
- De Nederlandse premier Mark Rutte opent de internetveiligheidsconferentie Global Conference on CyberSpace 2015 in het World Forum in Den Haag.
- In de Mexicaanse staat Tabasco wordt een container met het radioactief materiaal iridium-192 gestolen.
- De speciale gezant van de Verenigde Naties voor Jemen, Jamal Benomar, stapt per direct op.
- Bij een scheepsramp voor de kust van het Italiaanse Sicilië verdrinken zeker 41 bootvluchtelingen.
- De waakhonden uit de Europese landen België, Duitsland, Frankrijk, Nederland en Spanje starten een onderzoek naar het privacybeleid van de Amerikaanse sociaalnetwerksite Facebook. Ook onderzoeken ze mobiele applicaties als Instagram en Whatsapp.
- Op een vluchtelingenboot voor de kust van Sicilië gooien moslims christenen in zee na een godsdienstruzie. Hierdoor verdrinken 21 christelijke migranten.
- Een Brits duikteam haalt een schat ter waarde van bijna vijftig miljoen euro aan zilveren munten van de zeebodem. Die is afkomstig van het in de Tweede Wereldoorlog door de Duitsers tot zinken gebrachte Brits stoomschip City of Cairo.

### 17 april
- Klokkenluiderssite WikiLeaks publiceert e-mails afkomstig van de Sony Pictures-hack uit 2014.
- In de Dom van Keulen wordt een herdenkingsdienst gehouden voor de slachtoffers van Germanwings-vlucht 9525.
- Bij gevechten tussen Libische strijdkrachten en islamitische strijders van de militie Fajr Libya in de stad Tajura komen minstens 21 mensen om het leven.

### 18 april
- Bij een bomaanslag op het Amerikaanse consulaat in de Iraakse stad Irbil vallen één dode en vier gewonden. Terreurgroep IS eist de aanslag op.
- Bij een zelfmoordaanslag in de Afghaanse stad Jalalabad komen 33 mensen om het leven. IS zegt opnieuw hiervoor verantwoordelijk te zijn.

### 19 april
- In de Middellandse Zee, op zo'n 200 km van het Italiaanse eiland Lampedusa, kapseist een boot met meer dan 500 vluchtelingen die op weg was van Libië naar Italië. Zo'n 50 migranten worden gered. Honderden anderen verdrinken. Het is een van de grootste scheepsrampen ooit in de Middellandse Zee.
- De Poolse wereldkampioen Michał Kwiatkowski wint de vijftigste editie van de Amstel Gold Race. De Spanjaard Alejandro Valverde en de Australiër Michael Matthews worden respectievelijk tweede en derde.
- IS-extremisten afkomstig uit Libië executeren zeker 28 Ethiopische christenen.
- Bij een scheepsramp voor de kust van Libië verdrinken honderden bootvluchtelingen.
- De centrumpartij van zakenman Juha Sipilä wint de Finse parlementsverkiezingen 2015.

### 20 april
- In Luxemburg komen de EU-ministers tijdens een spoedberaad tot een tienpuntenplan om de vluchtelingencrisis in de Middellandse Zee te verlichten. Het plan voorziet onder meer in een verdubbeling van het budget voor de operatie Triton om bootvluchtelingen te weren en een hardere aanpak van mensensmokkelaars.
- Bij een bomaanslag op een bus in de Somalische stad Garowe komen zeven mensen om het leven, waaronder vier personeeleden van UNICEF. Terreurgroep Al-Shabaad eist de aanslag op.
- Een vluchtelingenboot loopt vast bij het Griekse eiland Rhodos. Hierbij komen minstens drie migranten om het leven.
- Een krachtige aardbeving met een kracht van 6,3 op de schaal van Richter treft Taiwan. Hierbij valt één dode.
- Het Amerikaanse onderzoeksbureau FBI geeft toe jarenlang forensisch bewijs te hebben gemanipuleerd.
- De Verenigde Staten sturen het supervliegdekschip USS Theodore Roosevelt naar Jemenitische wateren.
- Turkije herdenkt de Ottomaanse Armeniërs die tijdens de deportatie van 1915 om het leven zijn gekomen. Dat zei de Turkse premier Ahmet Davutoğlu.
- Bij twee luchtaanvallen door de internationale coalitie onder leiding van Saoedi-Arabië op de Jemenitische hoofdstad Sanaa komen 18 burgers om het leven.

### 21 april
- Een rechter in Egypte veroordeelt ex-president Mohamed Morsi tot 20 jaar celstraf.
- Onderzoeksorganisatie Global Witness stelt dat in 2014 116 milieuactivisten zijn vermoord.
- De internationale anti-Houthi-coalitie onder leiding van Saoedi-Arabië stopt met haar bombardementen op Jemen.

### 22 april
- De Houthi-rebellen veroveren een legerbasis buiten de Jemenitische stad Ta'izz. Om deze reden voert Saoedi-Arabië bombardementen bij die stad.
- Overstromingen in de Australische staat New South Wales eisen aan minstens vier mensen het leven. De autoriteiten evacueren honderden inwoners van Sydney.
- De Europese Commissie start een mededingingszaak tegen het Russische gasconcern Gazprom.
- Na ruim een week overleg bereiken de coalitiepartijen PvdA en VVD een akkoord over een tijdelijke en beperkte bed, bad en brood-opvang voor uitgeprocedeerde asielzoekers en andere illegale vreemdelingen in Nederland.
- In Chili is de noodtoestand uitgeroepen door de uitbarsting van de vulkaan Cabulco. Ruim zevenduizend mensen zijn hun huis ontvlucht.
- Bij bombardementen door de Syrische regering op de hoofdstad Damascus en de stad Dayr Hafir komen minstens 32 mensen om het leven.
- In de Amerikaanse staat Wisconsin is de noodtoestand uitgeroepen vanwege de uitbraak van de zeer pathogene H5N2-variant van de vogelgriep.
- In Luxemburg komen de EU-ministers tijdens een spoedberaad tot een tienpuntenplan om de vluchtelingencrisis in de Middellandse Zee te verlichten. Het plan voorziet onder meer in een verdubbeling van het budget voor de operatie Triton om bootvluchtelingen te weren en een hardere aanpak van mensensmokkelaars.

### 23 april
- Het Oostenrijkse parlement erkent de genocide op de Armeniërs, Pontische Grieken, Arameeërs, en Assyriërs door het Ottomaanse Rijk tijdens de Eerste Wereldoorlog.[1]
- Bij een explosie in een vuurwerkfabriek in Rusland komen zeker twee mensen om het leven.
- Op een EU-top in Brussel besluiten de Europese regeringsleiders om het budget voor de grensbewakingsmissie Triton te verdrievoudigen. Ook sturen ze meer schepen en helikopters naar de Middellandse Zee om bootvluchtelingen op te sporen en indien nodig te redden.

### 24 april
- In Macedonië rijdt een trein over een groep vluchtelingen heen. Hierdoor vallen veertien doden.
- Een krachtige aardbeving met een kracht tussen 6 en 6,5 op de schaal van Richter treft Nieuw-Zeeland.
- Het Duitse parlement, de Bondsdag, erkent de Armeense Genocide.
- In de Amerikaanse staat Minnesota is de noodtoestand uitgeroepen vanwege de uitbraak van de zeer pathogene H5N2-variant van de vogelgriep.

### 25 april
- Nepal wordt getroffen door een aardbeving met een kracht van 7,8 op de schaal van Richter en tientallen naschokken, waarvan de zwaarste een kracht heeft van 6,7 op de schaal van Richter. Er vallen ruim 8000 doden en veel eeuwenoude tempels storten in.
- Strijders van IS executeren 185 Iraakse militairen na de overname van hun legerbasis bij het Thartarmeer.

### 26 april
- Bij demonstraties tegen president Pierre Nkurunziza in de Burundese hoofdstad Bujumbura komen twee betogers om het leven door politiekogels.
- De Spaanse wielrenner Alejandro Valverde wint de 101e editie van Luik-Bastenaken-Luik. De Fransman Julian Alaphilippe en de Spanjaard Joaquim Rodríguez worden respectievelijk tweede en derde.
- De Nicosiaanse oud-burgemeester Mustafa Akinci wint de presidentsverkiezingen in Noord-Cyprus.

### 27 april
- De zittende Kazachse president Noersoeltan Nazarbajev wint de presidentsverkiezingen in zijn land.
- In Pakistan komen minstens 24 mensen om het leven door noodweer.
- Het Vaticaan gaat een encycliek over het risico van klimaatverandering publiceren.

### 28 april
- Het Nigeriaanse leger vindt ruim vierhonderd lichamen in het noordwesten van het land.
- De kapitein van de gekapseisde Koreaanse veerboot Sewol is in hoger beroep veroordeeld tot een levenslange gevangenisstraf.
- In de Amerikaanse stad Baltimore is de noodtoestand uitgeroepen om hevige rellen die uitbraken na de dood van een Afro-Amerikaanse man door politiegeweld.
- Bij een botsing tussen twee treinen in de Zuid-Afrikaanse stad Johannesburg vallen één dode en 240 gewonden.
- In Oekraïne is de noodtoestand uitgeroepen wegens een grote brand die uitbrak in een bosgebied rond de kerncentrale Tsjernobyl.
- Het Nigeriaanse leger bevrijdt 200 meisjes en 93 vrouwen uit handen van terreurgroep Boko Haram.
- Een bombardement van de internationale coalitie onder leiding van Saoedi-Arabië op Jemen verwoest de start- en landingsbanen van de luchthaven van Sanaa.

### 29 april
- Een rechter in Egypte veroordeelt 69 islamisten tot een levenslange gevangenisstraf wegens het in brand steken van een Koptisch kerk in de stad Kerdasa in 2013.
- Bij beschietingen door Houthi-rebellen in de Jemenitische stad Aden komen minstens twaalf burgers om het leven.

### 30 april
- Een rechter in Pakistan veroordeelt tien Talibanleden tot 25 jaar celstraf wegens betrokkenheid bij de moordaanslag op het Pakistaanse meisje Malala.
- Het Nigeriaanse leger bevrijdt 159 meisjes en vrouwen uit handen van terreurgroep Boko Haram.
- Bij gevechten tussen Taliban-strijders en Afghaanse veiligheidsdiensten in de stad Kunduz vallen in zes dagen tijd ruim 200 doden.
- In de Amerikaanse steden Baltimore, Boston, New York en Washington gaan duizenden mensen de straat op om te demonstreren tegen raciale discriminatie door de Amerikaanse politie.

## Overleden
<< · januari · februari · maart · april · mei · juni · juli · augustus · september · oktober · november · december · >>